# Tetrarca tetragona
Tetrarca tetragona ist eine Muschel-Art aus der Familie der Archenmuscheln (Arcidae).

## Merkmale
Das stark bauchige, gleichklappige Gehäuse ist im Umriss annähernd länglich-rhombisch mit einer maximalen Länge von 4 cm. Der hintere Gehäuseteil ist stark ausgezogen und deutlich länger als hoch; insgesamt ist das Gehäuse etwa doppelt so lang wie hoch. Der Wirbel sitzt etwa ein Viertel (der Gesamtdorsallänge) vom Vorderende entfernt. Die Wirbel überragen den annähernd geraden, sehr langen Dorsalrand. Der gerade bis leicht konkav gewölbte Hinterrand fällt schräg ab, der Übergang zum Ventralrand ist eng gerundet, meist sogar gewinkelt. Der Vorderrand ist leicht bis stark konvex gewölbt und fällt sehr steil ab. Der Ventralrand ist leicht gewölbt, gerade bis leicht konkav gekrümmt. In vorderen Bereich des Ventralrandes klaffen die Klappen sehr deutlich, der Durchtritt des Byssus. Vom Wirbel ausgehend verläuft ein scharfer Rücken zum Winkel zwischen Hinter- und Ventralrand. Das Mittelfeld des Gehäuses ist abgeflacht oder sogar leicht eingesenkt.
Der Schlossrand ist gerade, das Schloss taxodont. Das duplivinculare Ligament erstreckt sich über die gesamte Breite des Schlossrandes. Die kleinen Zähnchen des Schlosses sitzen in zwei Gruppen unterteilt auf einer schmalen Platte. Die vorderen Zähnchen (ca. 30) sind meist kurz, die hinteren Zähnchen (ca. 15) sind etwas länger und stehen meist schräg zum Schlossrand innen gekippt. Die innersten Zähnchen können abgerieben und verloren sein.
Die Schale ist verhältnismäßig dünn, aber nicht durchscheinend. Die Ornamentierung besteht aus dicht stehenden, radialen Rippen, die durch Wachstumsstops unterbrochen und knotig sind. Das hintere Gehäusefeld weist nur wenige breite und knotige Rippen auf. Das Periostracum ist dunkelbraun und kurz beborstet, lediglich die Borsten auf der hinteren Carina sind deutlich länger.
Die beiden Schließmuskeln sind ungleich, der vordere Schließmuskel ist etwas kleiner als der hintere Schließmuskel.

## Geographische Verbreitung und Lebensraum
Das Verbreitungsgebiet der Art erstreckt sich von Norwegen bis nach Marokko und in das Mittelmeer. Sie ist auch um die Kapverdischen Inseln, den Kanarischen Inseln, Madeira und den Azoren nachgewiesen.
Die Art kommt von knapp unter der Niedrigwasserlinie bis in 120 Meter Wassertiefe vor. Sie wurde angeblich allerdings auch schon aus 2664 Meter Wassertiefe geholt (Nordsieck). Krylova gibt 1557 Meter als maximale Wassertiefe an.

## Taxonomie
Die erste Beschreibung dieser Art erfolgte durch Giuseppe Saverio Poli im Jahr 1795. Es ist die Typusart der Gattung Tetrarca Nordsieck, 1969, die früher meist als Synonym von Arca Linné, 1758 behandelt wurde. Manche Autoren akzeptieren Tetrarca als Untergattung von Arca. MolluscaBase führt Tetrarca als eigenständige Gattung.
Synonyme der Art sind: Arca argenvillea Risso, 1826, Arca britannica Reeve, 1844, Arca cardissa Lamarck, 1819, Arca fusca Lightfoot, 1786, Arca papillosa Petit de la Saussaye, 1869 und Tetrarca imbricata ibizenca Nordsieck, 1969.

## Belege

### Online
- Marine Bivalve Shells of the British Isles: Arca (Tetrarca) tetragona Poli, 1795 (Website des National Museum Wales, Department of Natural Sciences, Cardiff)